# Eirik Rykhus
Eirik Rykhus, né le 18 décembre 1981 à Lillehammer, est un télémarkeur norvégien. C'est l'un des meilleurs spécialistes mondiaux de cette discipline. Il est notamment invaincu dans l'épreuve de slalom géant des championnats du monde de télémark en quatre éditions. Il a débuté en coupe du monde en 2002.